# Antiga rectoria de Sant Miquel de Fluvià
L'Antiga rectoria de Sant Miquel de Fluvià és una obra del municipi de Sant Miquel de Fluvià (Alt Empordà) inclosa en l'Inventari del Patrimoni Arquitectònic de Catalunya.

## Descripció
A pocs metres de l'església trobem aquesta construcció que formà part del monestir, però que actualment forma com un petit veïnat, car que és dividit en diferents habitatges. És una construcció formada per diferents cossos, del que destaca el més a tocar del monestir, de planta quadrada i amb coberta aterrassada, i amb una torre al pis superior amb merlets a les cantonades. Aquest edifici és travessat, més o menys a la part central, per un passadís cobert amb volta de llunetes. Per aquest lloc passa el camí que porta a la font de Sant Miquel situada al bosc de Can Nofre. El cos del costat d'aquest edifici principal, és de planta rectangular i amb coberta aterrassada, que porta a una galeria d'arcs de mig punt encreuats, i laguns d'ells, cecs. Les obertures de la casa estan emmarcades per una mena de guardapols, tant a la façana que dona a l'església com a la posterior. Al davant d'aquest edifici trobem un pou que té el brocal i les pilastres de carreus escairats.